# Сексуално съгласие
Сексуалното съгласие е съгласие за участие в сексуален акт. Според много културни норми и законодателства сексуални актове без съгласие се считат за сексуално посегателство или изнасилване.

## Елементи на съгласието

### Нежелан сексуален акт
Нежеланият сексуален акт може да включва изнасилване и други видове сексуално посегателство, но може и да е отделно от тях. Например Джеси Форд, автор на проучване за мъже, които правят нежелан секс с жени, за да „докажат, че не са гейове“, показва, че „всеки акт на сексуално насилие е нежелан секс, но не всеки нежелан сексуален акт е насилие“.
Проучване от 1998 г. показва, че мъже и жени „се съгласяват на нежелан сексуален акт“ в хетеросексуални връзки; в тези случаи те дават съгласие, за да задоволят партньора си, да „задълбочат интимността“ или да избегнат напрежение във връзката.

### Вербално и невербално съгласие
Може да има вербално и невербално съгласие или комбинация от двата вида. Доклад от The New York Times показва, че 61% от мъжете в проучването приемат невербални индикатори за съгласие, за сметка на това, че само 10% от жените в проучването споделят, че комуникират съгласие невербално.
На места като Claremont McKenna College се приема вербално и невербално съгласие, като за невербално съглсие се счита „активното участие“ и докосване от страна на партньорите – знаци, които сочат, че „човекът е активен участник в това, което се случва“.
Според Daily Dot вербалното съгласие е оптимално, защото участниците могат ясно да заявят желанията си, да питат въпроси и да поискат изяснения; в контраст с това невербалното съгласие може да бъде неясно, тъй като хората „...имат различни разбирания за жестове, „излъчване“, и невербални знаци“, които могат да доведат до „двусмисленост и недоразумения“. Лиса Фелдман Барет, психолог и нервобиолог, казва, че в контекста на сексуалното съгласие, „движенията на лицето и тялото не са език“, на който участниците могат да разчитат, тъй като човешкият мозък „постоянно налучква“ как да интерпретира усмивки и изражения; като например „...движенията на лицето са лоши индикатори за съгласие, отхвърляне и емоции като цяло“ и не са „заместител за думи“.

### Възраст
Непълнолетни под дадена възраст се считат за неспособни да дадат легитимно съгласие за сексуални актове. Съответно възрастен, който участва в сексуален акт с човек под възрастта за съгласие, не може да твърди, че актът е бил с взаимно съгласие и такива актове се считат за изнасилване според закона. Освен ако всичките участници не са непълнолетни или малолетни, непълнолетният човек се счита за жертвата, а възрастният – за нарушител. Смисълът на възрастта за съгласие е да предпази невръстните от сексуална експлоатация. Възрастовата граница за съгласие е различна в различните държави, но повечето закони я поставят между 14 и 18-годишна възраст. В законите също може да има разлики за отделните видове полови сношения, както и да допускат такива между невръстни.

### Безсъзнание и нетрезво състояние
Според някои рамки индивиди в нетрезво състояние, предизвикано от алкохол или наркотици, не се считат за способни да дадат съгласие.
В Канада нетрезвото състояние е фактор, който се отразява върху това дали човек може легитимно да даде съгласие за сексуалнен акт. Според канадския съд човек, който е в безсъзнание, не може да даде съгласие за секс.

### Позиция на доверие и авторитет
За установяване дали сексуален акт е бил по взаимно съгласие се отчита също дали обвиняемият е бил „в позиция на доверие или авторитет“ спрямо потърпевшия, тъй като това подронва легитимното съгласие. Някои примери за хора в позиции на доверие и авторитет включват учител, работодател или шеф, здравен специалист или треньор.